# St. Peter und Paul (Seyda)

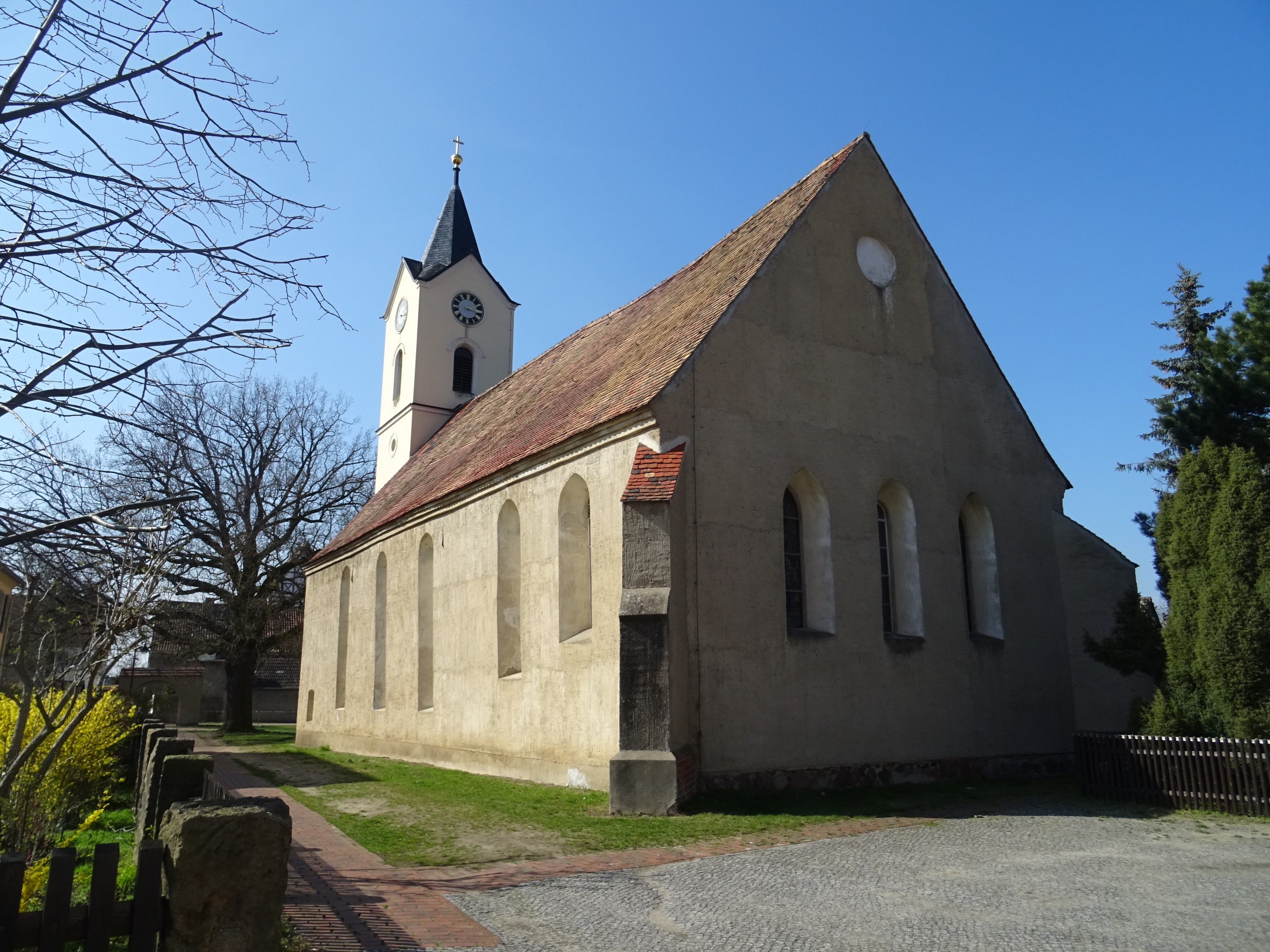
St. Peter und Paul in Seyda

Die evangelische Kirche St. Peter und Paul ist ein denkmalgeschütztes Kirchengebäude in Seyda im Landkreis Wittenberg.

## Baubeschreibung

### Gebäude
Der Feldsteinsaal der ehemaligen Kirche zum Heiligen Kreuz stammt aus dem 13. oder 14. Jahrhundert. Nach einem Brand im Jahr 1708 wurde das Gebäude zwischen 1709 und 1711 erneuert. Der quadratische Westturm stammt aus dem Jahr 1854.

### Innenraum und Ausstattung
Im Innern des Saales befindet sich eine segmentbogige Holztonnendecke. Die Hufeisenempore der Kirche wurde vermutlich Ende des 18. Jahrhunderts errichtet. Der reich mit Akanthusranken dekorierte, hochbarocke Kanzelaltar mit Abendmahlrelief stammt wie die Decke aus den Jahren der Neuerrichtung um 1711 und befindet sich weitgehend in originalem Zustand. Der Kanzelkorb wird flankiert von lebensgroßen Schnitzfiguren von Petrus und Paulus, welche in ihrer Anordnung vertauscht sind. Auf den Giebelansätzen befinden sich in Unterlebensgröße Moses und Johannes der Evangelist, welcher auf das Kruzifix in der Mitte hinweist. Seitlich des Altars befinden sich zwei Glasfenster mit Darstellungen von Jesus vor der Herzenstür und guter Hirte. Die klassizistische, kelchförmige Taufe aus Sandstein wird auf das späte 18. Jahrhundert datiert. Die ehemalige Patronatsloge stammt aus den Jahren um 1730 und besitzt einen hölzernen Giebelaufsatz und eine Wappenmalerei.
Am 17. September 1881 erhielt die Kirche eine Orgel von Conrad Geißler, die eine Orgel aus der Zeit um 1730 ersetzte.

### Gemälde und Epitaphe
In der Kirche befindet sich ein Gemälde des Pfarrers Johannes Zacharias Hillinger (1693–1770) aus Chemnitz, datiert und signiert von Christian Lindner im Jahr 1772. Ein weiteres Bildnis zeigt Luther und Melanchthon und wurde 1740 von Michael Adolf Siebehaar geschaffen. Für den Amtmann Christian Friedrich Reinhardt und seine Frau wurde ein spätbarockes Doppelepitaph aus Sandstein errichtet. An der Schwelle zum Kirchenschiff befindet sich eine ehemalige Grabplatte aus der zweiten Hälfte des 14. Jahrhunderts mit der Ritzzeichnung einer Frau.

## Sonstiges
Ebenfalls unter Denkmalschutz steht die Zufahrt zum Kirchhof als Torbogen mit Torfahrt und Pforte aus dem Jahr 1796.